# 南本德鎮區 (明尼蘇達州布盧厄斯縣)
南本德鎮區（英語：South Bend Township）是位於美國明尼蘇達州布盧厄斯縣的一個行政鎮區。

## 地方資料
南本德鎮區的面積為43.70平方千米，當中陸地面積為42.60平方千米，而水域面積為1.10平方千米。根據2020年美國人口普查的數據，當地共有人口1581人，而人口密度為每平方千米36.18人。